# Готра Яна Сергіївна
Яна Сергіївна Готра (нар. 14 травня 1998), м. Ужгород — українська гандболістка, яка грає за команду «БВУФК» (сезон 2021/22 — Вища ліга, з сезону 2022/23 — Суперліга) та національну збірну України. До січня 2022 року грала за ужгородські «Карпати».
У складі «Карпат» — шестиразова срібна призерка України жіночої Суперліги (2015, 2016, 2017, 2018, 2019, 2020, 2021), володарка Кубка України (2018). Перші тренери Марина Володимирівна Калуцька та Віктор Іванович Чернов.
Рекордсменка України — у першій грі п'ятого туру Суперліги 2020/2021 закинула у ворота суперниць, Збірної команди Києва 23 м'ячі та 42 м'ячі за два матчі туру.
Також працює тренером з фітнесу та дієтологом.